# Czernihowska Rada Obwodowa
Czernihowska Rada Obwodowa (ukr. Чернігівська обласна рада) – organ obwodowego samorządu terytorialnego w obwodzie czernihowskim Ukrainy, reprezentujący interesy mniejszych samorządów – rad rejonowych, miejskich, osiedlowych i wiejskich, w ramach konstytucji Ukrainy oraz udzielonych przez rady upoważnień. Siedziba Rady znajduje się w Czernihowie.

## Przewodniczący Rady
- Wasyl Lisowenko (od marca 1990 do kwietnia 1991)
- Ołeksandr Łysenko (od kwietnia 1991 do lipca 1994)
- Petro Szapował (od lipca 1994 do kwietnia 2001)
- Wasyl Kowaliow (od kwietnia 2001 do kwietnia 2006)
- Natalija Romanowa (od 28 kwietnia 2006 do listopada 2010)
- Anatolij Melnyk (od listopada 2010 do lutego 2014)
- Mykoła Zwieriew (od lutego 2014)